# Уплатновское водохранилище
Уплатновское водохранилище — небольшое русловое водохранилище на балке — притоке реки Большая Терновка. Расположено в Близнюковском районе Харьковской области. Построено в 1976 году по проекту Харьковского филиала института «Укрдипроводгосп». Назначение — орошение, рыборазведение, рекреация. Вид регулирования — многолетнее.

## Основные параметры водохранилища
- Нормальный подпорный уровень — 102,2 м;
- Форсированный подпорный уровень — 103,5 м;
- Уровень мёртвого объёма — 98,5 м;
- Полный объём — 1,58 млн м³;
- Полезный объём — 1,28 млн м³;
- Площадь зеркала — 58 га;
- Длина — 2,2 км;
- Средняя ширина — 0,26 км;
- Максимальные ширина — 0,39 км;
- Средняя глубина — 2,4 м;
- Максимальная глубина — 5,2 м.

## Основные гидрологические характеристики
- Площадь водосборного бассейна — 62 км².
- Годовой объём стока 50 % обеспеченности — 7,65 млн м³.
- Паводковый сток 50 % обеспеченности — 7,35 млн м³.
- Максимальные расходы воды 1 % обеспеченности — 62 м³/с.

## Состав гидротехнических сооружений
- Глухая земляная плотина длиной — 381 м, шириной — 10 м. Заделка верхового откоса — 1:8, низового откоса — 1:2,5.
- Шахтный водосброс из монолитного железобетона высотой 5,7 м, размерами 3,5×3,0 м.
- Водоотводная труба из монолитного железобетона размерами 3,5×3,0 м, длиной 30 м.
- Донный водоспуск из двух стальных труб диаметром 400 мм, оборудован защёлками.

## Использование водохранилища
Водохранилище было построено для орошения в колхозе «Заря коммунизма» Близнюковского района. В настоящее время используется для рыборазведения.